# Mictyricola proxima
Mictyricola proxima är en kräftdjursart som beskrevs av Nicholls 1957. Mictyricola proxima ingår i släktet Mictyricola och familjen Laophontidae. Inga underarter finns listade i Catalogue of Life.